# Abdellatif Kechiche

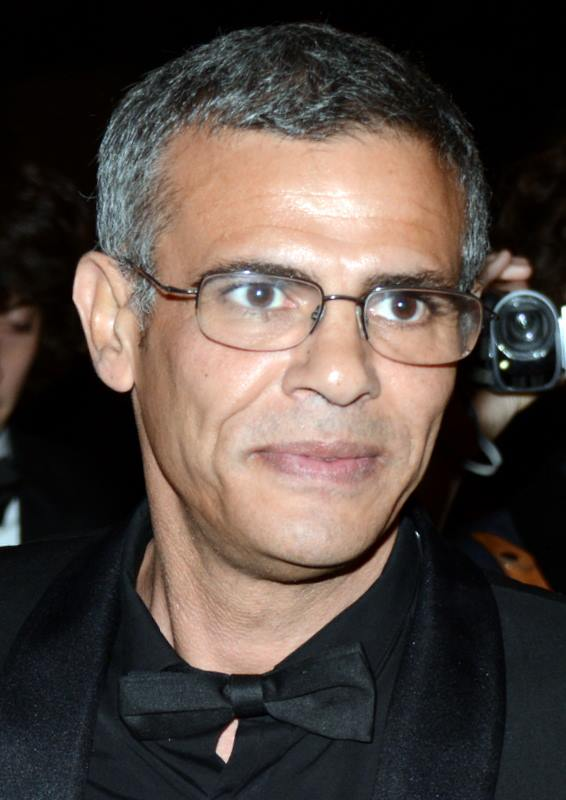
Abdellatif Kechiche bei den Filmfestspielen von Cannes 2013

Abdellatif Kechiche (* 7. Dezember 1960 in Tunis) ist ein französischer Film- und Theaterregisseur, Drehbuchautor und Schauspieler tunesischer Herkunft.
Sein Drama Blau ist eine warme Farbe über die Liebesbeziehung zweier junger Frauen wurde 2013 auf den Filmfestspielen von Cannes mit der Goldenen Palme ausgezeichnet.

## Biografie

### Theaterarbeit
Abdellatif („Abdel“) Kechiche wurde 1960 im nordafrikanischen Tunis geboren. 1966 übersiedelte seine Familie von Tunesien nach Frankreich, wo er in Nizza aufwuchs. Erste Schritte hin zur Schauspielerei machte Kechiche an der dortigen Arènes de Cimiez, wo er 1978 in der García-Lorca-Inszenierung Komödie ohne Titel von Muriel Channey sein Theaterdebüt feierte. Von 1979 bis 1980 erschien er in Jean-Louis Thamins Inszenierung von Edouardo Manets Un Balcon sur les Andes. Mit der Produktion des Pariser Théâtre National de l'Odéon ging er auch auf Tournee. Nach seiner ersten Hauptrolle in dem Stück Garagouze, das 1980 in Saint-Étienne aufgeführt wurde, folgte ein Jahr später sein Debüt als Theaterregisseur. Kechiche nahm sich des bekannten Stückes Der Architekt und der Kaiser von Assyrien von Fernando Arrabal an, das von einem auf einer einsamen Insel lebenden Schamanen handelt, der mit der Zivilisation, in Form eines Überlebenden eines Flugzeugabsturzes, unangenehm in Berührung kommt. Mit der modernen Variante dieses Robinson-Crusoe-Stoffes, die auf dem Festival von Avignon aufgeführt wurde und in der Kechiche auch die Hauptrolle bekleidete, ging er später ebenfalls auf Gastspielreisen. 1982 und 1983 agierte Kechiche in Hauptrollen in Paul Claudel L'Echange in Nizza und Straßburg bzw. in Jean-Paul Arons Fleurets mouchetés auf dem Festival de Sarlat wieder unter der Regie Jean-Louis Thamins. Von 1987 bis 1988 gehörte er zum Schauspielensemble von Jacques Webers Produktion von Alexandre Dumas’ Der Graf von Monte Christo, die u. a. in Paris, Nizza und Lyon gastierte. Drei Jahre später stand Abdellatif Kechiche in Lluis Pasquals Jean-Genet-Inszenierung Le Balcon in Paris auf der Bühne.

### Filmkarriere
Neben der Arbeit am Theater erhielt Abdellatif Kechiche 1984 seine erste Rolle in einem Spielfilm. In Abdelkrim Bahlouls Tragikomödie Pfefferminztee mimt Kechiche den jungen Algerier Hamou, dessen Traum von einer erfolgreichen Zukunft in Paris sich zerschlägt. Drei Jahre später empfahl er sich für den Part eines arroganten Gigolos in André Téchinés Drama Die Unschuldigen (1987), in dem Sandrine Bonnaire, Jean-Claude Brialy und Simon de La Brosse seine Filmpartner waren. Den ersten Erfolg als Filmschauspieler erfuhr Kechiche 1992 durch die Zusammenarbeit mit Regisseur Nouri Bouzid. In Bouzids Drama Business – Das Geschäft mit der Sehnsucht spielt er den jungen Tunesier Roufa, der seine Verlobte einsetzt, um mit Hilfe eines französischen Fotografen nach Europa zu gelangen. Für seine Leistung wurde Kechiche auf dem Festival des französischsprachigen Films in Namur mit dem Darstellerpreis geehrt, ein Jahr später mit dem selbigen auf dem Filmfestival von Damas.
Nach einer erneuten Zusammenarbeit mit Abdelkrim Bahloul an der Komödie Ein Vampir im Paradies arbeitete Abdellatif Kechiche 1995 ein Drehbuch für seinen ersten Spielfilm aus. Sieben Jahre später stand die Finanzierung, und er realisierte den Film innerhalb von sechs Wochen Drehzeit mit nur einer Kamera. In seinem Regiedebüt Voltaire ist schuld (2002), mitfinanziert vom Centre national du cinéma (CNC), porträtiert Kechiche einen jungen Tunesier (gespielt von Sami Bouajila) und dessen Versuche, in Frankreich die Staatsbürgerschaft zu erlangen. Das Emigrantendrama, von französischen Kritikern gelobt, wurde auf den Filmfestivals von Namur und Venedig preisgekrönt. In Deutschland wurde Kechiches Erstlingsfilm, den er selbst als „reinen Schauspielerfilm“ bezeichnete, vom film-dienst zwar als formal „eindrucksvolle(r) Debütfilm gelobt“, doch Voltaire ist schuld verliere „gesellschaftliche und politische Realitäten aus den Augen“.
Drei Jahre später gelang es ihm, an den Erfolg seines Erstlingsfilms anzuknüpfen. Gemeinsam mit Ghalia Lacroix, seiner Filmpartnerin aus Business – Das Geschäft mit der Sehnsucht, arbeitete er das Drehbuch zum Drama L’Esquive (dt. Fernsehtitel: Nicht ja, nicht nein) aus. Der Film, mit Ausnahme von Sara Forestier ausschließlich mit Laiendarstellern besetzt, schildert das Heranwachsen von Jugendlichen in einem tristen Pariser Vorort. Krimo (gespielt von Osman Elkharraz), maghrebinischer Abstammung, begehrt seine schöne Mitschülerin Lydia (Sara Forestier), die in der Schulaufführung von Marivaux’ Verheiratungskomödie Das Spiel von Liebe und Zufall die Hauptrolle bekleidet. Der schüchterne und wortkarge Junge erschleicht sich die männliche Hauptrolle des Harlekin, scheitert jedoch bei dem Versuch, auf diese Weise die Gunst seiner Mitschülerin zu erlangen. L'Esquive galt mit sechs Nominierungen für den wichtigsten französischen Filmpreis, den César, als Außenseiter, errang jedoch bei der Verleihung überraschend den Preis für die beste französische Filmproduktion des Jahres und setzte sich damit gegen die favorisierten Beiträge Mathilde – Eine große Liebe und Die Kinder des Monsieur Mathieu von Jean-Pierre Jeunet bzw. Christophe Barratier durch. Abdellatif Kechiche erhielt zudem die Preise in den Kategorien Regie und Drehbuch, während Hauptdarstellerin Sara Forestier mit dem César als beste Nachwuchsdarstellerin geehrt wurde. Der Film, der nach der Zeit-Journalistin Elisabeth von Thadden „im Slum der Zugewanderten die Französische Republik samt der Freiheit des modernen Individuums“ aufs Spiel stellt, rückte Monate später erneut in den Fokus der Medien, als sich in Frankreich gewalttätige Unruhen von den Pariser Vororten ausgehend auf das gesamte Land ausweiteten.
Nach dem großen Erfolg seines zweiten Spielfilms gab Abdellatif Kechiche 2005 neben Robin Wright Penn und Sandra Oh sein englischsprachiges Filmdebüt als Schauspieler in Sorry, Haters. In dem in nur fünfzehn Tagen abgedrehten Film des US-Amerikaners Jeff Stanzler mimt er den Syrer Ashade, der trotz seines Doktortitels in Chemie im Land der unbegrenzten Möglichkeiten auf einen Job als Taxifahrer angewiesen ist. 2007 stellte Kechiche, der die Werke des japanischen Filmemachers Yasujiro Ozu verehrt, seinen dritten Spielfilm als Regisseur fertig. Wie Voltaire ist schuld und L'Esquive fokussiert Couscous mit Fisch erneut das Leben der nordafrikanischen Minderheit in Frankreich und wurde ebenso fast ausnahmslos mit Laiendarstellern besetzt, darunter die L'Esquive-Darsteller Sabrina Ouazani und Mohamed Benabdeslem. Der Film erzählt die Geschichte eines 60-jährigen arbeitslosen Werftarbeiters (gespielt von Habib Boufares), der von seiner Familie geschieden lebt. Mittlerweile arbeitslos flüchtet er sich in seine Träume und versucht mit seiner neuen Lebensgefährtin und deren Tochter ein Restaurantboot für Couscous und Fisch zu eröffnen.
Couscous mit Fisch feierte seine Welturaufführung auf den 64. Filmfestspiele von Venedig, wo er im Wettbewerb um den Goldenen Löwen vertreten war. Für seine Bilder und seinen kunstvoll arrangierten Erzählrhythmus gelobt, avancierte Kechiches Film zum Mitfavoriten auf den Hauptpreis des Festivals, hatte aber gegenüber dem Taiwaner Ang Lee (Gefahr und Begierde) das Nachsehen und wurde mit dem Großen Preis der Jury und dem Marcello-Mastroianni-Preis für Nachwuchsdarstellerin Hafsia Herzi prämiert. Wenige Monate später wurde der Film mit dem renommierten Louis-Delluc-Preis und 2008 mit vier Césars bedacht. Kechiche war wie 2005 erneut in den Kategorien Film, Regie und für das beste Original-Drehbuch erfolgreich. Im selben Jahr wurde dem Franzosen für seine Verdienste um Integration und Identitätsbildung in Europa gemeinsam mit dem deutschen Filmemacher Fatih Akın die Karlsmedaille für europäische Medien zugesprochen.
2010 erhielt Kechiche für seinen vierten Spielfilm Vénus noire erneut eine Einladung in den Wettbewerb der 67. Filmfestspiele von Venedig. Das Historiendrama stellt die schwarzafrikanische Sklavin Sarah Baartman (gespielt von Yahima Torres) in den Mittelpunkt, die zu Beginn des 19. Jahrhunderts als „Hottentot Venus“ auf britischen Jahrmärkten vorgeführt wurde. Sie weckte das Interesse französischer Naturwissenschaftler, denen sie nach einem elenden, frühen Tod als Forschungsobjekt diente.
Seinen bis dahin größten Erfolg erreichte er mit seinem fünften Spielfilm Blau ist eine warme Farbe (2013) nach einem Comic von Jul Maroh, bei dem er einmal mehr als Regisseur sowie Ko-Drehbuchautor beteiligt war. Das Liebesdrama um zwei junge Frauen brachte Kechiche und seinen Hauptdarstellerinnen Adèle Exarchopoulos und Léa Seydoux die Goldene Palme des 66. Filmfestivals von Cannes ein und gewann u. a. den Grand Prix de la FIPRESCI sowie den British Independent Film Award, New York Film Critics Circle Award und Critics’ Choice Movie Award jeweils als beste fremdsprachige Filmproduktion. 2016 belegte Blau ist eine warme Farbe bei einer Umfrage der BBC zu den 100 bedeutendsten Filmen des 21. Jahrhunderts den 45. Platz. Zwischen Kechiche und den Hauptdarstellerinnen gab es aber auch eine Kontroverse, als die ihm nach dem Dreh vorwarfen, die Sexszenen des Filmes unnötig häufig sowie außergewöhnlich lange wiederholt zu haben.
2017 stellte Kechiche seinen sechsten Spielfilm Mektoub, My Love: Canto Uno fertig. Für die nach einem Roman von François Bégaudeau inspirierte Coming-of-Age-Geschichte um einen jungen Drehbuchautor tunesischer Abstammung erhielt er 2017 seine dritte Einladung in den Wettbewerb der Filmfestspiele von Venedig.
Im November 2018 wurde Kechiche wegen sexueller Nötigung angeklagt, nachdem eine namentlich ungenannte Schauspielerin ihm vorwarf, er habe sich an ihr während einer kurzen Bewusstlosigkeit vergriffen. Die Klage wurde 2020 aufgrund mangelnder Beweise fallen gelassen.

## Filmografie (Auswahl)

### Regisseur
- 2000: Voltaire ist schuld (La faute à Voltaire)
- 2003: L’Esquive (L’esquive)
- 2007: Couscous mit Fisch (La graine et le mulet)
- 2010: Vénus noire
- 2013: Blau ist eine warme Farbe (La vie d’Adèle – Chapitre 1 & 2)
- 2017: Mektoub, My Love: Canto Uno

### Drehbuchautor
- 2000: Voltaire ist schuld (La faute à Voltaire)
- 2007: Couscous mit Fisch (La graine et le mulet)
- 2010: Vénus noire
- 2013: Blau ist eine warme Farbe (La vie d’Adèle – Chapitre 1 & 2)
- 2017: Mektoub, My Love: Canto Uno

### Schauspieler
- 1984: Pfefferminztee (Le thé à la menthe)
- 1987: Mutisme
- 1987: Die Unschuldigen (Les innocents)
- 1992: Ein Vampir im Paradies (Un vampire au paradis)
- 1992: Business – Das Geschäft mit der Sehnsucht (Bezness)
- 1996: Marteau rouge (Kurzfilm)
- 1997: Le secret de Polichinelle
- 2002: La boîte magique
- 2005: Sorry, Haters

## Theaterstücke

### Regisseur
- 1981: Der Architekt und der Kaiser von Assyrien (L’architecte et l’empereur d’Assyrie)

### Schauspieler
- 1978: Komödie ohne Titel (Sans titre)
- 1979: Un balcon sur les Andes
- 1980: Garagouze
- 1981: Der Architekt und der Kaiser von Assyrien (L’architecte et l’empereur d’Assyrie)
- 1982: L’echange
- 1983: Fleurets mouchetés
- 1985: Tous aux abris
- 1987: Der Graf von Monte Christo (Monte-Cristo)
- 1991: Le balcon

## Auszeichnungen

### Internationale Filmfestspiele von Cannes
- 2013: Goldene Palme für den besten Film (La Vie d’Adèle – Chapitre 1 & 2)

### César
- 2005: Bester Film, Beste Regie und Bestes Drehbuch für L'Esquive
- 2008: Bester Film, Beste Regie und Bestes Original-Drehbuch für Couscous mit Fisch

### Weitere
Internationale Filmfestspiele von Venedig
- 2000: Cinema for Peace Award und Luigi-De-Laurentiis-Preis für Voltaire ist schuld
- 2007: Silberner Löwe – Großer Preis der Jury für Couscous mit Fisch
- 2010: nominiert für den Goldenen Löwen für Vénus noire

Angers European First Film Festival
- 2001: European Special Jury Award für Voltaire ist schuld

Buenos Aires International Festival of Independent Cinema
- 2005: Spezialpreis für L'Esquive

Damas Film Festival
- 1993: Bester Darsteller für Business – Das Geschäft mit der Sehnsucht

Entrevues Film Festival
- 2003: Bester französischer Film für L'Esquive

International Istanbul Film Festival
- 2004: FIPRESCI-Preis für L'Esquive

Louis-Delluc-Preis
- 2007: Louis-Delluc-Preis für Couscous mit Fisch

Festival des französischsprachigen Films
- 2000: Spezialpreis der Jury und Emile-Cantillon-Preis der Jugendjury, nominiert in der Kategorie Bester Film für Voltaire ist schuld
- 1992: Bester Darsteller für Business – Das Geschäft mit der Sehnsucht

Médaille Charlemagne pour les Médias Européens e. V. Aachen
- 2008: Karlsmedaille für europäische Medien

Stockholm International Film Festival
- 2004: Lobenswerte Erwähnung für L'Esquive